# Amoya madraspatensis
Amoya madraspatensis är en fiskart som först beskrevs av Day, 1868.  Amoya madraspatensis ingår i släktet Amoya och familjen smörbultsfiskar. Inga underarter finns listade i Catalogue of Life.